# Alfie Burden
Pour les articles homonymes, voir Burden.
Alfie Burden, de son vrai nom Alfred Burden, est un joueur professionnel anglais de snooker né le 14 décembre 1976 à Londres, dans le quartier de Paddington. 
Sa carrière professionnelle commence en 1994. Burden compte un seul titre à son palmarès, qu'il a remporté dans un tournoi non classé en 1998. Ses meilleures performances dans les tournois comptant pour le classement mondial sont cinq quarts de finale. Il s'illustre particulièrement sur le circuit vétéran (joueurs de plus de quarante ans), sur lequel il est champion du monde en 2025 et vice-champion du monde en 2023.

## Carrière
Jeune, Alfie Burden est destiné à une carrière footballistique mais en raison de blessures à répétition, il choisit de se tourner vers l'autre sport qu'il pratique, le snooker. Il passe professionnel en 1994 et se qualifie pour son seul championnat du monde en 1998, où il perd au premier tour contre Tony Drago 10-8. Burden obtient le meilleur classement de sa carrière en 2001 (38e). 
Relégué du circuit professionnel fin 2007, il remporte en novembre 2009 le championnat du monde amateur d'Hyderabad face au Brésilien Igor Figueiredo (10-8), succès grâce auquel il regagne sa place sur le circuit professionnel pour la saison 2010-2011. Il termine cette saison classé no 60 ce qui lui permet de conserver sa place pour la saison suivante. 
Burden réussit bien les épreuves du championnat du circuit 2012-2013 dans lesquelles il réalise son meilleur résultat, une demi-finale, lors de l'épreuve de Gloucester, après des victoires aux dépens de Andrew Higginson, James Wattana, Barry Hawkins, Robert Milkins et Ryan Day. Il cède ensuite contre Martin Gould 4 frames à 1. Grâce à des résultats consistants dans les autres tournois, Burden se qualifie pour la finale à Galway en Irlande. Il enregistre sa première victoire dans le tableau final d'un tournoi classé depuis 2001 en battant le no 1 mondial Judd Trump au premier tour. 
En 2016, il réalise le premier 147 de sa carrière au premier tour de l'Open d'Angleterre, opposé à Daniel Wells, ainsi que ses premières performances dans les tournois majeurs. Il va d'abord jusqu'en quart de finale à l'Open de Chine, battant au passage Joe Perry (5-0), puis aux Masters d'Europe en bénéficiant d'un tableau favorable. Burden arrive aussi en quart de finale à l'Open de Gibraltar en 2017 où il s'incline devant Nigel Bond en manche décisive, et à l'Open d'Écosse en 2018 après deux victoires de prestiges, contre Marco Fu (no 14 mondial) et John Higgins (no 3). 
Burden prend sa retraite de la scène professionnelle fin 2020, qu'il annonce sur les réseaux sociaux. Peu de temps après, il admet que la compétition professionnelle lui manque. Après un an d'absence, il revient sur le circuit professionnel en se qualifiant lors de la Q School, où il bat Michael Collumb au dernier tour du deuxième tournoi (4-1).
Bien qu'il soit le dernier à avoir intégré le champ des joueurs, Burden remporte le titre mondial seniors 2025 pour la première fois en battant Aaron Canavan 8-4 en finale, lui qui avait échoué en finale de ce même tournoi deux ans auparavant,,.

## Palmarès
| Légende | Catégorie                        | Titres                         | Finales                        |
|         | Tournois classés                 | 0                              | 0                              |
|         | Tournois non classés             | 0                              | 0                              |
|         | Tournée mondiale seniors         | 2                              | 2                              |
|         | Tournois du circuit du challenge | 1                              | 1                              |
|         | Tournois amateurs                | 1                              | 1                              |
| Gras    | Tournois de la triple couronne   | Tournois de la triple couronne | Tournois de la triple couronne |

### Titres
| Saison    | Nom du tournoi                                          | Lieu      | Finaliste       | Score | Tableau |
| 1998-1999 | Circuit du Royaume-Uni (épreuve 1)                      | Stockport | Anthony Davies  | 6-5   |         |
| 2009      | Championnat du monde amateur                            | Hyderabad | Igor Figueiredo | 10-8  |         |
| 2022-2023 | 3e tournoi qualificatif au championnat du monde séniors | Reading   | Peter Lines     | 4-3   |         |
| 2024-2025 | Championnat du monde seniors                            | Sheffield | Aaron Canavan   | 8-4   | Tableau |

### Finales
| Saison    | Nom du tournoi                                           | Lieu      | Finaliste     | Score | Tableau |
| 1998-1999 | Circuit du Royaume-Uni (épreuve 2)                       | Swindon   | Joe Swail     | 1-6   |         |
| 2008-2009 | Séries internationales Pontins (épreuve 5)               | Prestatyn | Chris Norbury | 2-6   |         |
| 2022-2023 | 1er tournoi qualificatif au championnat du monde séniors | Reading   | Ben Hancorn   | 2-4   |         |
| 2022-2023 | Championnat du monde seniors                             | Sheffield | Jimmy White   | 3-5   | Tableau |